# Banque nationale du commerce extérieur (Mexique)
La Banque nationale du commerce extérieur (ou « Bancomext » par son acronyme) est créée en 1937 pour promouvoir et financer les exportations de biens et services. Il s'agit d'une institution bancaire mexicaine de développement et d'une agence de crédit à l'exportation. C'est un instrument du gouvernement mexicain qui a pour but d'accroître la compétitivité de ces entreprises mexicaines par l'octroi de crédits et de garanties, directement ou par l'intermédiaire de banques commerciales et d'intermédiaires financiers non bancaires, la génération de devises dans le pays, l'expansion de la capacité de production des entreprises exportatrices et, le cas échéant, internationalisation de celles-ci.
Bancomext dispose de programmes de financement, de garanties et d'autres services financiers spécialisés et est la principale institution mexicaine qui favorise le développement du commerce extérieur par l'innovation et la qualité. La Banque contribue à la réalisation des politiques et stratégies définies dans le Plan national de développement 2013-2018, en particulier à la promotion du développement et de la compétitivité du secteur des exportations, à la formation des ressources humaines et à la promotion de l'insertion avantageuse du pays dans le contexte international.

## Histoire
Le 8 juin 1937 est fondée la Banco Nacional de Comercio Exterior S.A. (banque nationale du commerce extérieur), sous l'administration du Président Lázaro Cárdenas. Elle ouvre ses portes au public le 2 juillet 1937 dans le but de promouvoir, développer et organiser le commerce extérieur au Mexique. Son siège social se trouvait au 15, rue de Gand (calle de Gante), dans le centre historique de Mexico.
En 1947, la délégation mexicaine fait partie de la Réunion de La Havane, où, pour la première fois, un accord multilatéral est recherché pour éliminer les tarifs douaniers et les restrictions au commerce mondial.
Le décret constituant la Banque nationale du commerce extérieur, en tant que Société Nationale de Crédit, Institution Bancaire de Développement, réglementée et supervisée par le Secretaría de Hacienda y Crédito Público (Secrétariat aux Finances et au Crédit public), Banco de México (Banque du Mexique) et la Comisión Nacional Bancaria y de Valores (Commission nationale des banques et des valeurs mobilières), est publié au Journal officiel de la Fédération en 1985.
Les quatre-vingts ans de la création de Bancomext sont fêtés en 2017 et elle adhère au Protocole de Développement Durable de l'Association des Banques du Mexique.

## Directeurs
| Directeur général                                                        | Période     |
| ------------------------------------------------------------------------ | ----------- |
| Roberto López y Sánchez de Tagle                                         | 1937 - 1950 |
| Enrique Parra Hernández                                                  | 1950 - 1952 |
| Ricardo José Zevada                                                      | 1952 - 1965 |
| Antonio Armendáriz Cárdenas                                              | 1965 - 1970 |
| Francisco Alcalá Quintero                                                | 1970 - 1979 |
| Adrián Lajous Martínez                                                   | 1979 - 1982 |
| Horacio Flores de la Peña                                                | 1982        |
| Alfredo Phillips Olmedo                                                  | 1982 - 1988 |
| Humberto Soto Rodríguez                                                  | 1988 - 1993 |
| José Ángel Gurría                                                        | 1993        |
| Enrique Vilatela Riba                                                    | 1993 - 2000 |
| José Luis Romero Hicks                                                   | 2000 - 2003 |
| Héctor Reyes Retana                                                      | 2003 - 2006 |
| Mario Laborín Gómez*                                                     | 2006 - 2009 |
| Héctor Rangel Domene*                                                    | 2009 - 2012 |
| Enrique de la Madrid Cordero                                             | 2012 - 2015 |
| Alejandro Díaz de León Carrillo                                          | 2015 - 2016 |
| Francisco N. González Díaz                                               | 2017 - 2018 |
| Eugenio Nájera Solórzano*                                                | 2018 -      |
| *Ocupan simultáneamente la Dirección Generalde Nacional Financiera, SNC. |             |